# Fons de Garantia Agrària
El Fons de Garantia Agrària, oficialment  'Fons Espanyol de Garantia Agrària'  ( 'FEGA' ), és un  organisme autònom del Govern d'Espanya adscrit al Ministeri d'Agricultura, Pesca i Alimentació que té com a missió principal fer que els fons provinents de fons Europeu Agrícola de Garantia Agrària (FEAGA) i de fons Europeu Agrícola de Desenvolupament Rural (FEADER) de la  política Agrícola Comuna (PAC) assignats a Espanya, s'apliquin estrictament a assolir els objectius d'aquesta política.
Igualment s'encarrega que arribin de manera eficaç als beneficiaris que compleixen amb els requisits establerts per a la seva concessió, fomenta l'aplicació homogènia dels ajuts de la PAC a tot el territori de l'Estat, evitant el frau i minimitzant els riscos de correccions financeres derivats d'una gestió incorrecta d'aquests fons. Així mateix, pel que fa als fons Fons d'Ajuda Europea a les persones Més desfavorides (FEAD) i Fons Europeu Marítim i de Pesca (FEMP), s'encarrega de la seva correcta aplicació i gestió en el cas del FEAD i, al cas del FEMP, la certificació de que la gestió de el fons s'ha fet d'acord amb la normativa comunitària i nacional.

## Història
El FEGA es crea el 1995 a partir de la fusió de Fons d'Ordenació i Regulació de Produccions i Preus Agraris (FORPPA) i de el Servei Nacional de Productes Agraris (Senpa). com a responsable de tota la gestió d'ajuts i pagaments corresponents a l'aplicació de la  Política Agrícola Comuna (PAC). El context en el qual es va crear va ser una època en què les competències entre administracions van variar enormement, ja que es al costat la transferència estatal de competències a les Comunitats Autònomes, el que va minvar competencialment a molts organismes estatals, amb un procés de adaptació a les competències ja transferides a la Unió Europea.
Originalment es va crear com un organisme autònom de caràcter comercial i financer, fins que el 1998 es va adaptar a la categoria única d'organisme autònom. aquest mateix any es van ampliar les seves competències ja no només de coordinació, sinó com un òrgan pagador i com a autoritat nacional encarregada dels controls europeus en el seu àmbit de treball.

## Funcions
Regulades com en l'Estatut el Fons de l'any 2002, són les següents:
- Actuar com a interlocutor únic davant la Comissió Europea per a aquelles qüestions relatives al finançament de la PAC, d'acord amb el que estableix l'article 6.3 del Reglament (CE) núm 1290/2005 de Consell, de 21 de juny de 2005, sobre el finançament de la Política Agrícola Comuna.
- Les derivades de la seva condició d'organisme pagador d'àmbit nacional dels Fons Europeus Agrícoles per a les mesures en les que l'Administració General de l'Estat tingui la competència de gestió, resolució i pagament.
- La gestió, resolució i pagament de les restitucions a l'exportació i ajudes similars que afectin el comerç amb tercers països.
- La coordinació financera de sistema de prefinançament nacional de les despeses dels Fons Europeus Agrícoles i de el procés de liquidació de comptes dels mateixos.
- L'inici i la instrucció dels procediments per a la determinació i repercussió de les responsabilitats per incompliment de l'Dret de la Unió Europea en l'àmbit dels fons europeus agrícoles, d'acord amb el que preveu el Reial Decret pel qual es regulen els criteris i el procediment per a determinar i repercutir les responsabilitats per incompliment de el Dret de la Unió Europea de l'any 2013.
- Les derivades de la seva condició d'autoritat nacional encarregada de la coordinació dels controls que estableix l'apartat 3 de l'article 20 Reglament (CE) núm 73/2009 de Consell, de 19 de gener de 2009, pel qual s'estableixen disposicions comunes aplicables als règims d'ajuda directa en el marc de la política agrícola comuna i s'instauren determinats règims d'ajuda als agricultors i pel qual es modifiquen els Reglaments (CE) núm 1290/2005, (CE) núm 247/2006, (CE) núm 378 / º2007 i es deroga el Reglament (CE) núm 1782/2003.
- La proposta o, si escau, la participació en l'elaboració de la normativa estatal bàsica i d'execució, que afecti l'exercici de les seves funcions.
- Les actuacions que, pel que fa a el règim de la taxa suplementària al sector de la llet i productes lactis, se li encomanen en la normativa estatal sobre el règim de la taxa làctia.
- Les derivades de la seva condició d'organisme encarregat de les actuacions que s'estableixen en la normativa comunitària relatives a l'obligació de publicar informació sobre els beneficiaris de fons procedents de Fons Europeu Agrícola de Garantia (FEAGA) i de Fons Europeu Agrícola de Desenvolupament Rural (FEADER).
- L'auditoria interna de les actuacions competència de l'Organisme.
- Actuar com a autoritat competent per a l'aplicació de la normativa comunitària que estableix disposicions d'aplicació pel que fa al finançament amb càrrec a FEAGA de les despeses relatives a l'organització comuna de mercats en el sector dels productes de la pesca i de l'aqüicultura, en el que es refereix, tant a les relacions amb la Comissió Europea, com a les relacions amb els organismes de pagament.
- La certificació i control dels recursos de Fons Europeu de la Pesca (FEP) com a autoritat de certificació, així com la d'altres fons comunitaris destinats a la millora estructural de el sector pesquer.
- Les derivades de la seva condició d'organisme de pagament de les despeses de FEAGA relatius a l'organització comuna de mercats en el sector dels productes de la pesca i de l'aqüicultura.
- Les derivades de la seva condició d'organisme intermedi de gestió de Fons d'Ajuda Europea per a les persones més desfavorides, d'acord amb el que estableix el Reglament (UE) núm 223/2014 de el Parlament Europeu i de Consell, de 11 de març de 2014.

## Organigrama

### Presidència
La Presidència de el Fons és el cap de Fons. El seu titular té rang de director general i és nomenat pel  Consell de Ministres a proposta de el ministre d'Agricultura. De la presidència depenen la resta d'òrgans.

### Altres òrgans

#### Secretaria General
El titular supleix el President en casos de vacant, absència o malaltia. S'encarrega de l'assistència a la Presidència en les funcions de coordinació de les activitats de les unitats de l'organisme, així com la gestió de recursos humans, l'elaboració i aplicació de el pla de sistemes d'informació de l'organisme i l'assessorament i assistència tècnica en matèria de tecnologies de la informació i de les comunicacions, el règim interior, la millora de la xarxa bàsica d'emmagatzematge públic, el manteniment i la conservació immobiliària, la gestió de subministraments i contractació administrativa, la tramitació juridicoadministrativa dels assumptes derivats de les ACTUACIONS s de l'organisme i la informació, publicacions, arxiu, registre i adquisició de material no inventariable

#### Subdirecció General Econòmic-Financera
Li correspon, la gestió pressupostària, financera, comptable i patrimonial de l'organisme autònom, així com la preparació i elaboració de l'avantprojecte del seu pressupost i el seguiment i control de la seva execució; la liquidació i rendició del compte de l'organisme i l'actualització permanent del seu patrimoni; el finançament de les actuacions d'intervenció sota la forma d'emmagatzematge públic així com l'execució i comptabilització dels pagaments realitzats pel FEGA en la seva condició d'organisme pagador d'àmbit nacional en el sentit del que estableix l'article 6.1 del Reglament (CE) 1290/2005, de el Consell, de 21 de juny.

#### Subdirecció General de Regulació de Mercats
S'encarrega d'establir la normativa en matèria d'intervenció dels mercats agrícoles i ramaders; de la proposta de compra i venda dels productes, així com el seguiment de el moviment i de les existències públiques d'aquells; la tramitació i gestió de les restitucions a l'exportació i ajudes similars que puguin afectar el comerç amb tercers països; la gestió dels documents de control de trànsit intracomunitari, així com el seguiment de la gestió dels ajuts previstos en el règim específic de Proveïment de les Illes Canàries; l'execució de el programa d'ajuda a les persones més desfavorides; l'autorització de pagament quan sigui necessari; i actuar com a organisme de pagament de les despeses de FEAGA relatius a l'organització comuna de mercats en el sector dels productes de la pesca i de la aqüicultura.

#### Subdirecció General d'Ajudes Directes
S'encarrega de:
1. Seguiment de les actuacions de les comunitats autònomes en matèria de la seva competència, a fi de garantir l'aplicació harmonitzada en el territori nacional de la reglamentació comunitària i de la normativa bàsica de desenvolupament de competència estatal, així com la igualtat en el tractament entre els productors i operadors en tot l'àmbit nacional.
2. Seguiment de l'aplicació harmonitzada en el territori nacional dels controls i sancions que, derivats de la reglamentació comunitària, hagin d'aplicar les comunitats autònomes d'acord amb les seves competències.
3. Les derivades de la condició de FEGA com a autoritat nacional encarregada de la coordinació dels controls que estableix el Reglament (UE) nº 1306/2013, de el Parlament Europeu i de Consell, pel qual s'estableix el sistema integrat de gestió i control de determinats règims d'ajuda comunitaris.
4. La proposta o, si escau, la participació en la normativa estatal bàsica i d'execució, que afecti l'exercici de les seves funcions, en relació amb els règims d'ajuda establerts en virtut del Reglament (UE) nº 1307/2013, de Parlament Europeu i de Consell.
5. El disseny, execució i manteniment, en col·laboració amb les comunitats autònomes, dels instruments necessaris per a l'aplicació de el Sistema Integrat de Gestió i Control de la Política Agrícola Comuna en l'àmbit de les seves competències.

#### Subdirecció General de Sectors Especials
S'encarrega de:
1. Coordinació i seguiment de les actuacions de les comunitats autònomes per garantir l'aplicació harmonitzada de la reglamentació comunitària i de la normativa bàsica estatal en relació als règims d'ajuda diferents de les ajudes directes (fruites i hortalisses, vitivinicultura, sectors agroindustrials i emmagatzematge privat de productes).
2. Coordinació i seguiment de l'aplicació dels controls i sancions que, derivats de la reglamentació comunitària, hagin d'aplicar les comunitats autònomes d'acord amb les seves competències en relació als règims d'ajuda diferents dels ajuts directes esmentats en el paràgraf anterior, així com de les mesures implementades en els programes de desenvolupament rural aprovats per la Comissió i de el programa POSEI aplicat a les illes Canàries.
3. Coordinació i seguiment de l'aplicació de les normes de condicionalitat (requisits legals de gestió i bones condicions agràries i mediambientals de la terra) als beneficiaris d'ajudes directes, determinades mesures de desenvolupament rural i determinades ajudes del programa de suport a el sector vitivinícola.
4. La proposta o, si escau, la participació en l'elaboració de la normativa estatal bàsica i d'execució, en relació amb: els règims d'ajudes diferents de les ajudes directes, els controls a les mesures de desenvolupament rural, les normes de condicionalitat i la taxa suplementària de la quota làctia.
5. Coordinació de la gestió, control i recaptació de la taxa suplementària al sector de la llet de vaca, en virtut del que estableix el Reial Decret 754/2005, pel qual es regula el règim de la taxa làctia. Així com el seguiment de les declaracions obligatòries i dels controls en el sector lacti oví i cabrum.

#### Subdirecció General de Fons Agrícoles
S'encarrega de:
1. Desenvolupar les funcions del departament com a únic organisme de coordinació acreditat a Espanya entre els organismes pagadors.
2. Fomentar i garantir, l'aplicació harmonitzada de la legislació relativa als fons FEAGA i FEADER.
3. Coordinar la interlocució i informar la Comissió Europea i als altres institucions de la Unió Europea, si escau, en totes les qüestions derivades del finançament, gestió i seguiment de la política agrícola comuna.
4. Coordinar el sistema de prefinançament nacional dels Fons FEAGA I FEADER.
5. Coordinar les investigacions de la Comissió Europea i altres institucions de la Unió per a aquelles qüestions relatives als fons FEAGA i FEADER.
6. Coordinar el procediment de liquidació de comptes i liquidació de conformitat pels quals la Comissió decideix excloure del finançament despeses dels fons agrícoles als organismes pagadors.

## Pressupost
Per a l'any 2021, el Fons de Garantia Agrària, té una dotació de 7328926820 €, és a dir, gairebé el 83% del pressupost total del Ministeri. D'acord amb els pressupostos generals de l'Estat per a 2021, la FEGA participa en quatre programes:
| Nº Programa                                  | Programa                                     | Dotació      | Ref.  |
| -------------------------------------------- | -------------------------------------------- | ------------ | ----- |
| 231F                                         | Altres serveis socials de l'Estat            | 91.116.510 € | [ 3 ] |
| 412M                                         | Regulació dels mercats agraris               | 5849367070 € | [ 4 ] |
| 414B                                         | Desenvolupament de el medi rural             | 1363043240 € | [ 5 ] |
| 000X                                         | Transferències internes                      | 25.400.000 € | [ 6 ] |
| Total pressupost de Fons de Garantia Agrària | Total pressupost de Fons de Garantia Agrària | 7328926820 € |       |

### Evolució
| Dècada 1990 | Dècada 1990     | Dècada 1990 | Dècada 1990 | Dècada 2000 | Dècada 2000     | Dècada 2000 | Dècada 2000 | Dècada 2010 | Dècada 2010     | Dècada 2010 | Dècada 2010 | Dècada 2020 | Dècada 2020     | Dècada 2020 | Dècada 2020 |
| Any         | Pressupost      | Variació    | Ref.        | Any         | Pressupost      | Variació    | Ref.        | Any         | Pressupost      | Variació    | Ref.        | Any         | Pressupost      | Variació    | Ref.        |
| ----------- | --------------- | ----------- | ----------- | ----------- | --------------- | ----------- | ----------- | ----------- | --------------- | ----------- | ----------- | ----------- | --------------- | ----------- | ----------- |
| 1996 *      | 6.448.507.423 € | -           | [ 7 ]       | 2001        | 6.418.346.255 € | 7,33%       | [ 8 ]       | 2011        | 7.564.360.720 € | 2,38%       | [ 9 ]       | 2021        | 7.328.926.820 € | 5,05%       | [ 10 ]      |
| 1997        | 5.477.053.346 € | 15,06%      | [ 11 ]      | 2002        | 6.670.654.510 € | 3,93%       | [ 12 ]      | 2012        | 7.508.859.490 € | 0,73%       | [ 13 ]      |             |                 |             |             |
| 1998        | 5.639.484.614 € | 2,97%       | [ 14 ]      | 2003        | 6.873.246.890 € | 3,04%       | [ 15 ]      | 2013        | 6.980.412.700 € | 7,04%       | [ 16 ]      |             |                 |             |             |
| 1999        | 5.682.454.792 € | 0,76%       | [ 17 ]      | 2004        | 6.870.621.280 € | 0,04%       | [ 18 ]      | 2014        | 7.106.639.370 € | l'1,81%     | [ 19 ]      |             |                 |             |             |
| 2000        | 5.979.837.534 € | 5,24%       | [ 20 ]      | 2005        | 6.972.823.740 € | 1,49%       | [ 21 ]      | 2015        | 8.058.332.160 € | 13,39%      | [ 22 ]      |             |                 |             |             |
|             |                 |             |             | 2006        | 7.024.599,490 € | 0,74%       | [ 23 ]      | 2016        | 6.794.266.530 € | 15,69%      | [ 24 ]      |             |                 |             |             |
|             |                 |             |             | 2007        | 6.929.345.250 € | 1,36%       | [ 25 ]      | 2017        | 6.872.631.770 € | 1,15%       | [ 26 ]      |             |                 |             |             |
|             |                 |             |             | 2008        | 7.219.923.050 € | 4,19%       | [ 27 ]      | 2018        | 6.976.585.840 € | 1,51%       | [ 28 ]      |             |                 |             |             |
|             |                 |             |             | 2009        | 7.267.048.640 € | 0,65%       | [ 29 ]      | 2019        | 6.976.585.840 € | = 0%        | [ 28 ]      |             |                 |             |             |
|             |                 |             |             | 2010        | 7.748.579.690 € | 6,63%       | [ 30 ]      | 2020        | 6.976.585.840 € | = 0%        | [ 28 ]      |             |                 |             |             |

- El pressupost dels anys 1996 a 2001 és una conversió de  pessetes a euros (1 euro = 166,3860 pessetes).
- (*) El pressupost per a l'any 1996 és una aproximació de la suma dels pressupostos de Fons d'Ordenació i Regulació de Produccions i Preus Agraris (FORPPA) i de el Servei Nacional de Productes Agraris (SENPA) per a l'any 1995, que van ser prorrogats.

## Titulars
Entre 1995 i 1998, el màxim responsable del FEGA era el director general, mentre que des de 1998 se li va cridar President, si bé mantenia el mateix rang.

### Directors generals
- José Luis Sáenz García-Baquero (30 de desembre de 1995-1 de juny de 1996)
- Antonio Rodríguez de Borbolla Vázquez (1 de juny de 1996-12 de juliol de 1997)
- Nicolás López de Coca Fernández-València (27 de setembre de 1997-18 de juliol de 1998)

### Presidents
- Nicolás López de Coca Fernández-València (18 de juliol de 1998-24 d'abril de 1999)
- Elena de Mingo Bolde (22 de maig de 1999-7 de febrer de 2004)
- Francisco Mombiela Muruzábal (1 de maig de 2004-4 de febrer de 2006)
- Fernando Miranda Sotillos (4 de febrer de 2006-6 de maig de 2014)
- Ignacio Sánchez Esteban (10 de maig de 2014-17 de desembre de 2016)
- Miguel Ángel Risc Pau (17 de desembre de 2016-present)